# Кантемирівка (смт)
Кантемирівка (рос. Кантемировка) — смт, центр Кантемирівського району Воронізької області, Росія.
Населення — 11 015 осіб (2018).

## Географія
Розташована на річці Кантемирівка (басейн Дону), за 279 км на південь від Воронежа. Залізнична станція Кантемирівка (Південно-Східна залізниця) на ділянці Розсош — Міллерово.
Найближчі до Кантемирівки міста — Розсош і Богучар (відстань від селища — 60-70 кілометрів).
Земна поверхня Кантемирівки — це піднесена, хвиляста, долинно-балочна рівнина з глибиною розчленування до 100—125 метрів. Поверхні вододілів піднімаються до висоти понад 200 метрів. З південного сходу Кантемирівку оперізує Донська крейдяна гряда.
У Кантемирівці багато ярів, які формуються в результаті руйнівної діяльності текучих вод.

### Клімат
Клімат Кантемирівки — помірно-континентальний. Селище розташоване на півдні Воронезької області, у степовій зоні, тому температура тут трохи вище, ніж у Воронежі, а опадів випадає менше.

## Історія
Заснована в XVIII столітті як слобода, яка була названа на прізвище власників земель Дмитра і Костянтина Кантемирів. Спочатку носила подвійну назву Костянтинівка-Кантемирівка.
У 1871 році через Кантемирівку пролягла залізниця, і з'явилася залізнична станція «Кантемирівка».

## Економіка
В селищі працює комбінат будматеріалів, ДРСУ. Також в Кантемирівці виробляють лимонад та інші напої, хлібобулочні вироби та торти (хлібозавод, пекарня «Світлана»), напівфабрикати (Кантемирівський общепит), продукти з м'яса. Діє елеватор.
Завод рослинних олій (ТОВ «ФЕСКО»), який виробляв рослинні олії та тваринні жири, припинив свою діяльність у 2018 році.